# Cesare Pisani
Cesare Pisani (Roma, 6 gennaio 1938 – Val Veny, 17 luglio 2011) è stato un chimico e fisico italiano.

## Biografia
Si laureò in Fisica nel 1963 all'Università di Milano. Divenne Professore Ordinario all'Università di Torino in Chimica Quantistica nel 1981, dove guidò il gruppo di chimica teorica. Nel 2009 divenne Professore Emerito. 
Il suo lavoro nello studio dei solidi cristallini contribuì alla nascita dei codici CRYSTAL, EMBED e CRYSCOR, ad oggi utilizzati per la ricerca scientifica in tutto il mondo. Fu uno stretto collaboratore del chimico Roberto Dovesi.
Morì il 17 luglio 2011 in un incidente alpinistico, ai piedi del Monte Bianco.
A lui è stata intitolata la medaglia Cesare Pisani della Società Chimica Italiana, assegnata per meriti nelle scienze chimiche e in particolare per la modellizzazione teorico-computazionale.